# Maze
Maze je priimek v Sloveniji in tujini. Po podatkih Statističnega urada Republike Slovenije je na dan 1. januarja 2010 v Slovenjiji uporabljalo ta priimek 62 oseb.  

## Znani slovenski nosilci priimka
- Mark Maze, župan Mežice
- Tina Maze (*1983), alpska smučarka

## Znani tuji nosilci priimka
- Jules-Daniel Maze (1880—1961), francoski general